# Mięsień długi dogrzbietowy szyi
Mięsień długi dogrzbietowy szyi (łac. musculus longus colli lateralis) – jeden z mięśni szyi, występujący u ptaków.
Mięsień ten podzielić można na 4 części:
- część przednia
- część tylna, której przyczep leży na bocznych powierzchniach wyrostków grzbietowych kręgów piersiowych Th2–Th4, rozpoczynając się silnymi ścięgnami, a w kierunku przednim ulega podziałowi na 9 pasm. 8 z nich kończy się na dystalnych kręgach szyjnych, ostatnie zaś łączy się z częścią piersiową opisywanego mięśnia i również dochodzi do kręgów szyjnego odcinka kręgosłupa, tym razem C2–C7
- część głęboka, ulegająca podziałowi na dwie części. Część przednia zmierza do kręgów szyjnych C6–C7, tylna zaś do C7–C11
- część piersiowa, rozpoczynająca się na grzebieniu grzbietowym i bocznym kości grzbietowej, zmierzająca ku proksymalnym kręgom odcinka piersiowego

U człowieka mięśnia takiego nie wyróżnia się, występuje u niego natomiast mięsień długi szyi (musculus longus colli), zaliczany do mięśni przedkręgowych.